# Says
Says is een plaats en voormalige gemeente in het Zwitserse kanton Graubünden en maakt deel uit van het district Landquart.
Says telt 172 inwoners.

## Geschiedenis
Op 1 januari 2008 werd Says opgenomen in de gemeente Trimmis.